# آرثر بي باغباي جونيور
آرثر بي باغباي جونيور (بالإنجليزية: Arthur P. Bagby, Jr.)‏ هو ضابط أمريكي، ولد في 17 مايو 1833 في Claiborne, Alabama ‏ في الولايات المتحدة، وتوفي في 21 فبراير 1921 في هاليتسفيل في الولايات المتحدة.